# 風飛鯊5：全球逆襲
《風飛鯊5：全球逆襲》（英語：Sharknado 5: Global Swarming，前稱作）是一部2017年美國災難電視電影，由安東尼·費蘭提執導。本片為2016年電視電影《風飛鯊4：鯊力覺醒》的續集兼《風飛鯊》系列電影的第五部。由伊恩·齊爾林、泰拉·蕾德、凱西·史考柏、寇帝·林利、克里斯·卡坦、瑪歇娜·盧莎和奧莉薇亞·紐頓-強主演。
原本宣布片名為《Sharknado 5... Earth 0》，但於2017年6月1日時則改為《Sharknado 5: Global Swarming》，這代表其劇情將擴及至全球。該片在超過五個國家拍攝，包括英國、澳大利亞和保加利亞。
電影於2017年8月6日在Syfy頻道播出。本片是獻給曾於第一部電影中演出的約翰·赫德，他於2017年7月21日過世。

## 劇情
故事敘述今年的風飛鯊威力比以往更加地強大，並還為此形成了全球性的災害。這也使得當芬恩與艾波的小兒子因風飛鯊而受困時，芬恩與艾波只好再次為了消滅風飛鯊而在世界各地奔波。

## 演員
- 伊恩·齊爾林飾演芬利·艾倫·「芬恩」·謝波德（Finley Allan "Fin" Shepard）：前衝浪手，在經歷數次風飛鯊事件後成了名人，喜愛以電鋸砍鯊魚。
- 泰拉·蕾德飾演艾波·黛恩·韋克斯勒-謝波德（April Dawn Wexler-Shepard）：芬恩的妻子，倖存後成為全身皆有武器的改造人。
- 凱西·史考柏飾演諾娃·克拉克（Nova Clarke）：前芬恩的酒吧員工，後成為風飛鯊姐妹團的戰士。
- 寇帝·林利[註 1]飾演麥特·謝波德（Matt Shepard）：芬恩和艾波的大兒子。
- 比利·巴拉特飾演吉爾·謝波德（Gil Shepard）：芬恩和艾波的小兒子。
- 瑪歇娜·盧莎飾演潔蜜米（Gemini）：芬恩的表妹。
- 奧莉薇亞·紐頓-強飾演俄里翁（Orion）：風飛鯊姐妹團的成員。
- 克里斯·卡坦飾演英國首相
- 珀莎·威廉姆斯（英语：Porsha Williams）飾演安德洛達（Andromeda）：風飛鯊姐妹團的成員。

### 客串
- 丹·富勒飾演他自己
- 杜夫·朗格飾演成年的吉爾（Mature Gil）：吉爾在穿越時空後的成年姿態。
- 艾爾·羅克（英语：Al Roker）飾演他自己
- 凱茜·李·吉福德（英语：Kathie Lee Gifford）飾演她自己
- 亞妮特·賈西亞飾演恰拉（Chara）：風飛鯊姐妹團的成員。
- 露西·萍德飾演瑞典大使
- 安東尼·費蘭提（英语：Anthony C. Ferrante）飾演鄧迪（Dundee）
- 克勞蒂亞·喬丹（英语：Claudia Jordan）飾演烏莎（Ursa）

## 附註
1. ↑  取代了第一集的恰克·辛廷格演出。

## 外部連結
- 互联网电影数据库（IMDb）上《風飛鯊5：全球逆襲》的资料（英文）